# 25.ª División (Ejército Popular de la República)
La 25.ª División fue una de las divisiones del Ejército Popular de la República que se organizaron durante la guerra civil española sobre la base de las Brigadas Mixtas. Intevino en las batallas de Huesca, Belchite, Teruel y Levante.

## Historial
La división fue creada en abril de 1937, en el seno del incipiente Ejército del Este. Fue organizada a partir de la antigua división «Jubert», que a su vez había sido la antigua columna «Ortiz» de milicianos anarquistas.
La nueva unidad quedó formada por las brigadas mixtas 116.ª, 117.ª, 118.ª, y unas semanas después sería integrada en el también recién creado XII Cuerpo de Ejército. En junio participó en la Ofensiva de Huesca. La noche del 9 al 10 de junio efectivos de la 25.ª División iniciaron una acción divesiva sobre el frente enemigo, ocupando diversas posiciones; la operación general, sin embargo, no dio los frutos apetecidos y acabaría fracasando. A finales de agosto algunas de sus unidades tomarían parte en la ofensiva de Zaragoza —en especial, la 116.ª Brigada Mixta—, destacándose significativamente durante la batalla de Belchite. No obstante, el comandante de la división, el mayor de milicias Antonio Ortiz, sería destituido tras la batalla de Belchite y sustituido por Miguel García Vivancos.
En diciembre, de cara a la batalla de Teruel, fue integrada junto a la 11.ª División en el XXII Cuerpo de Ejército. Las fuerzas de la 25.ª División lograron conquistar el Cementerio viejo, la Ermita de Santa Bárbara y la posición de «El Mansueto», aunque salieron muy quebrantadas en los combates en la capital turolense. Tras los combates quedó situada en la retaguardia como fuerza de reserva. Durante la ofensiva franquista en Aragón, en marzo de 1938, la unidad hubo de retirarse ante la presión enemiga. Acabaría retirándose al sur del Ebro, tras el corte de la zona republicana en dos. Durante estas semanas la división estuvo agregada a varios cuerpos de ejército.
Posteriormente fue integrada en el XVII Cuerpo de Ejército, junto a las divisiones 40.ª y 65.ª.  Entre mayo y julio intervino muy activamente en la campaña del Levante, teniendo una destacada intervención durante la defensa republicana de la «bolsa» de Caudiel. Permaneció el resto de la contienda sin intervenir en operaciones de relieve.

## Mandos
Comandantes
- Mayor de milcias Antonio Ortiz Ramírez;[12]
- Mayor de milicias Miguel García Vivancos;[13]
- mayor de milicias Manuel Cristóbal Errandonea;[14]
- mayor de milicias Eusebio Sanz Asensio;[15]
- mayor de milicias Víctor Álvarez González;[16]

Comisarios
- Saturnino Carod Lerín, de la CNT;[17]
- Antonio Ejarque Pina, de la CNT;[18]

Jefe de Estado Mayor
- Comandante de infantería Alfredo Navarro Sanganetti;[19]

## Orden de batalla
| Fecha              | Cuerpo de Ejército adscrito | Brigadas Mixtas integradas | Frente de batalla |
| ------------------ | --------------------------- | -------------------------- | ----------------- |
| Mayo-junio de 1937 | XII Cuerpo de Ejército      | 116.ª, 117.ª, 118.ª        | Aragón            |
| Diciembre de 1937  | XXII Cuerpo de Ejército     | 116.ª, 117.ª, 118.ª        | Teruel            |
| Mayo de 1938       | XXI Cuerpo de Ejército      | 116.ª, 117.ª, 118.ª        | Levante           |
| Julio de 1938      | XVII Cuerpo de Ejército     | 116.ª, 117.ª, 118.ª        | Levante           |
| Marzo de 1939      | XIII Cuerpo de Ejército     | 116.ª, 118.ª               | Levante           |